# Aquel maldito tren blindado
Aquel maldito tren blindado es una película de guerra italiana del año 1978, y que está dirigida por el famoso director de spaghetti westerns Enzo G. Castellari, con Sergio Grieco de guionista. La película se encuentra ambientada en la Segunda Guerra Mundial, y cuenta con las interpretaciones de los actores Bo Svenson, Fred Williamson, Michael Pergolani y Peter Hooten.

## Argumento
La acción se sitúa en Francia, en algún momento del verano de 1944. 
El desertor Burl (Jackie Basehart), el ladronzuelo Nick Colasanti (Michael Pergolani), el «asesino» Fred (Fred Williamson), el amotinado Tony (Peter Hooten) y el teniente Jaeger (Bo Svenson), forman parte de un grupo de soldados estadounidenses condenados a morir fusilados por crímenes de guerra en un campamento aliado cercano a las Ardenas.
Durante el traslado, y aprovechando un ataque aéreo por parte de los nazis, consiguen partir en dirección a la frontera suiza. Ayudados por un desertor alemán que encuentran más adelante, el grupo de seis hombres está a punto de huir definitivamente, pero topan con un comando infiltrado aliado con uniformes alemanes, al que, por error, eliminan.
Poco después son encontrados por miembros de la resistencia francesa, quienes confundiéndolos con el comando verdadero, les informan de su peligrosa misión: apoyados por la resistencia, tienen que asaltar un tren blindado alemán fuertemente custodiado, con el objetivo de robar el giróscopo de un Cohete V2. El grupo de renegados no tendrá entonces más remedio que embarcarse en la misión y cumplirla antes de escapar.

## Reparto
- Bo Svenson: teniente Jaeger
- Peter Hooten: Tony
- Fred Williamson: Fred
- Michael Pergolani: Nick Colasanti
- Jackie Basehart: Burl
- Michel Constantin: Veronique
- Debra Berger: Nicole
- Raimund Harmstorf: Adolf
- Ian Bannen: coronel Buckner

## Curiosidades
- El director estadounidense Quentin Tarantino, muy aficionado a las películas de explotación de los años 70, se fijó en este clásico de Serie B para su proyecto titulado Inglourious Basterds (en referencia a The Inglorious Bastards, título adoptado por la película de Castellari para el mercado anglosajón). Aunque tiene el mismo título no se trata de una remake.[1]
- En esta película se ve claramente la influencia de los spaghetti westerns tan de moda en los años 60 y 70, que, aun habiéndose filmado con poco presupuesto, aunaban de manera notable acción y humor (al igual que este film).
- Se pueden reconocer elementos claramente entresacados de películas clásicas del género como Doce del patíbulo, El desafío de las Águilas o Los violentos de Kelly, mezclados con unos personajes al estilo de Los Panzers de la muerte (película de 1987 conocida en inglés bajo los títulos de Wheels of Terror o The Misfit Brigade).
- Otro aspecto muy destacable es el de la ambientación: los uniformes y vehículos alemanes, así como el atrezzo militar están bastante cuidados (incluso aparece un Kettenkrad, la motocicleta oruga alemana).

## Títulos para el estreno
- Quel maledetto treno blindato
- Aquel maldito tren blindado
- Ein Haufen verwegener Hunde
- The Inglorious Bastards
- Une poignée de salopards